# Magyar Filmdíj a legjobb rendezőnek (tévéfilm)
A Magyar Filmdíj a legjobb rendezőnek (tévéfilm) elismerés a 2014-ben alapított Magyar Filmdíjak egyike, amelyet 2017. óta ítélnek oda a Magyar Filmakadémia (MFA) tagjainak szavazata alapján egy-egy év magyar tévéfilmtermése legjobbnak ítélt rendezőnek.
A díjra történő jelölés nem automatikus; arra azon tévéfilmek alkotói jöhetnek számításba, amelyeket beneveztek a „legjobb tévéfilm” kategóriába. Nevezni az előző év január 1. és december 31. között televíziós sugárzásra került vagy kerülő (szándéknyilatkozattal rendelkező) egész estés filmalkotást lehet.
Miután a Filmakadémia rendezői szekciójának tagjai január 1-je és 31-e között megnézték a benevezett televíziós játékfilmeket, titkos szavazással választják ki saját szakmájuk négy jelöltjét, akik felkerülnek a jelöltek listájára.
A listát február 1-jén hozzák nyilvánosságra. A jelölt alkotásokat a Magyar Filmhét műsorára tűzik.
A második körben az Akadémia tagjai e szűkített listáról választják ki egy újabb titkos szavazás során az elismerésre érdemesnek tartott személyt.
Az ünnepélyes díjátadóra Budapesten, a Magyar Filmhetet lezáró gálán kerül sor minden év március elején.

## Díjak és jelölések
A nyertesek a táblázat első sorában, félkövérrel vannak jelölve.
| Év (Gála) | Díjazottak és jelöltek | Megjegyzés        |
| --------- | --- | ----------------- |
| 2017 (2.) | - Kovács István – Szürke senkik - Almási Réka – Tranzitidő - Tasnádi István – Memo - Vitézy László – A fekete bojtár                   | [ * 1 ]           |
| 2018 (3.) | - Fazakas Péter – Árulók - Madarász Isti – Egy szerelem gasztronómiája - Kovács Patrik – Utolsó adás - Vitézy László – Csandra szekere | [ * 2 ]           |
| 2019 (4.) | Nem osztották ki. | Nem osztották ki. |
| 2020 (5.) | - Deák Kristóf – Foglyok - Miklauzic Bence – Nino bárkája - Tasnádi István – Egy másik életben - Vitézy László – Házasságtörés         | [ * 3 ]           |